# 湾岸浮島本線料金所

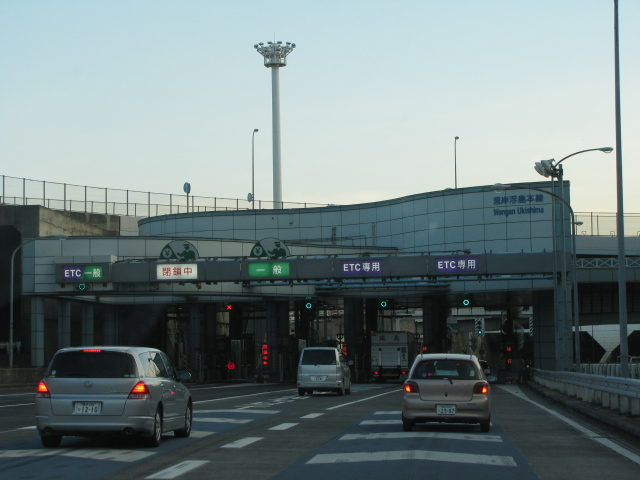
廃止前の湾岸浮島本線料金所
（2009年8月撮影）

湾岸浮島本線料金所（わんがんうきしまほんせんりょうきんじょ）は、かつて神奈川県川崎市川崎区に存在した、首都高速湾岸線の西行き（本牧方面）の本線料金所である。
2012年（平成24年）1月1日に実施された、首都高速道路の距離別料金への移行前は、当料金所において神奈川線の料金が徴収された。距離別料金への移行後は、当料金所より手前の東京線内に入口料金所を持たない出入口が存在しないため、現金車についても料金の収受が廃止された。料金所施設は、2012年（平成24年）8月20日から2013年（平成25年）3月1日まで、料金ブースの撤去工事が行われた。

## 路線
- 首都高速湾岸線

## かつての料金所施設
- ブース数：5
  - ETC専用：2
  - ETC/一般：1
  - 一般：1
  - 閉鎖中：1

## 隣
首都高速湾岸線
(B10,B11)東扇島出入口 - 川崎航路TN - 川崎浮島JCT/(B12,B13)浮島出入口/湾岸浮島TB（廃止） - 多摩川TN - (B14)湾岸環八出入口